# Wspólnota administracyjna Dommitzsch
Wspólnota administracyjna Dommitzsch (niem. Verwaltungsgemeinschaft Dommitzsch) – wspólnota administracyjna w Niemczech, w kraju związkowym Saksonia, w okręgu administracyjnym Lipsk, w powiecie Nordsachsen. Siedziba wspólnoty znajduje się w mieście Dommitzsch. Najbardziej na północ położona wspólnota kraju związkowego.
Wspólnota administracyjna zrzesza jedną gminę miejską oraz dwie gminy wiejskie: 
- Dommitzsch
- Elsnig
- Trossin